# اجندا (کانزاس)
اجندا (به انگلیسی: Agenda) شهری در ایالت کانزاس کشور ایالات متحده آمریکا است که جمعیت آن در سرشماری سال ۲۰۱۰ میلادی، ۶۸ نفر بوده‌است.